# ملعب مونومنتال أنتونيو فيسبوسيو ليبرتي
ملعب مونومنتال أنتونيو فيسبوسيو ليبرتي، هو الملعب الرئيسي لنادي ريفر بليت ويعتبر الملعب القومي الرئيسي في الأرجنتين، لعبت أول مباراة عليه في 25 مايو 1938 بين نادي ريفر بليت ونادي بينارول من الأوروغواي، تم إعادة تعميره قبيل كأس العالم لكرة القدم 1978 واقيم على الملعب العديد من المباريات المهمة في ذلك البطولة ومنها المباراة الختامية بين منتخب الأرجنتين لكرة القدم ومنتخب هولندا لكرة القدم.
تم افتتاحه في 26 مايو 1938 وسمي على اسم رئيس النادي السابق أنطونيو فيسبوتشيو ليبرتي. إنه أكبر ملعب في الأرجنتين بسعة 70,054 كان المكان الرئيسي في ألعاب عموم أمريكا لعام 1951. بالإضافة إلى ذلك، استضافت أربع نهائيات لكوبا أمريكا، كان آخرها في عام 2011

## تاريخ
تأسس نادي أتلتيكو ريفر بلايت في عام 1901 وبحلول عام 1934، فاز ببطولتين. في ذلك الوقت، أطلق على النادي لقب "Los Millonarios" (المليونيرات بالإسبانية) بسبب شراء المهاجم كارلوس بيوسيلي الذي دفع ريفر من أجله مبلغًا كبيرًا من المال. في 31 أكتوبر 1934، اشترى ريفر بلايت الأرض التي كان من المقرر أن يبني عليها النادي الملعب الجديد في حي بلغرانو. 

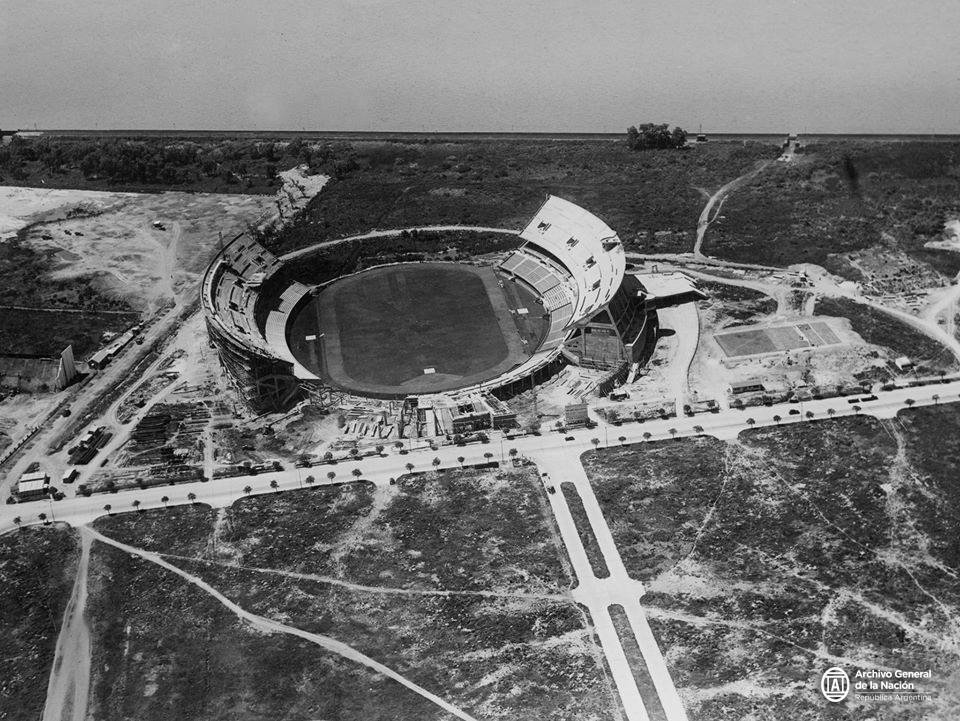
الملعب قيد الإنشاء عام 1937

تم بناء النصب التذكاري على أرض مستصلحة من ساحل ريو دي لا بلاتا المستنقعي. في 25 مايو 1935، تم وضع حجر الأساس في شارع المئوي (الآن فيغيروا ألكورتا) وشارع ريو دي لا بلاتا (أوداوندو). في 1 ديسمبر من ذلك العام، قدمت اللجنة التوجيهية المشروع المعتمد بالتفصيل إلى أعضائها في اجتماع. حصلوا على قرض بقيمة 2500000 دولار من الحكومة وفي 27 سبتمبر 1936، بدأ البناء تحت إشراف المهندسين المعماريين خوسيه أصلان وهيكتور إزكورا.
وبلغت الكلفة الأولية للعمل مبلغ 4,479,545.80 دولار، لكنها انخفضت إلى نحو 3 ملايين دولار عندما قررت اللجنة وقف بناء الطرف الشمالي من الاستاد بسبب نقص الأموال الكافية. 

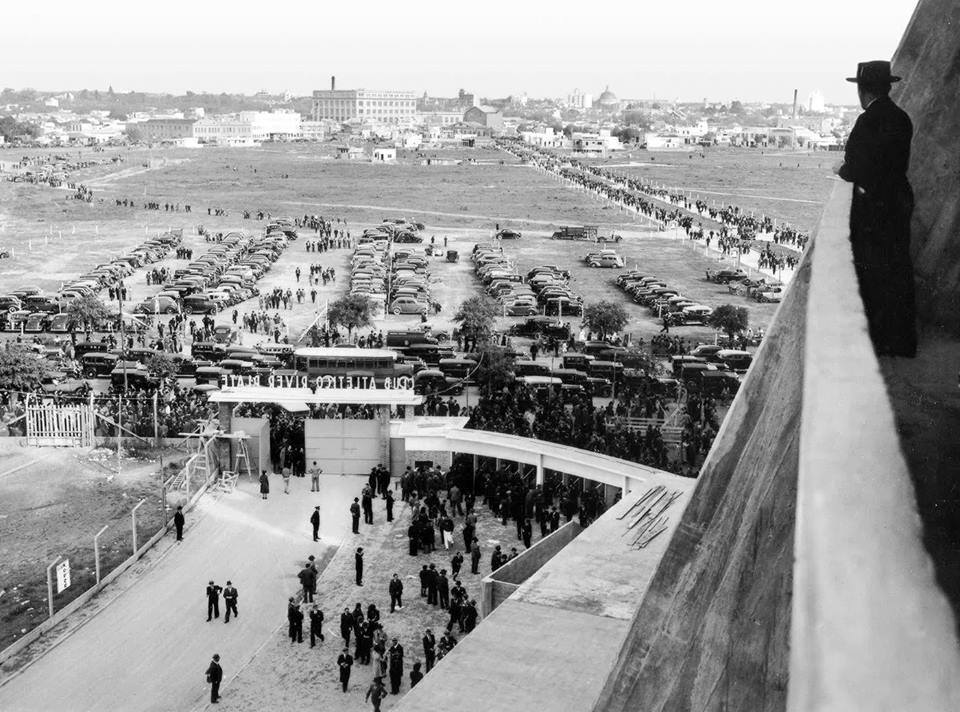
مدخل الملعب يوم الافتتاح

كان من المقرر أن يبلغ عمق أساس الملعب ستة أو ثمانية أقدام. تطلب ذلك حفر حفرة مفتوحة لضمان استقرار الأرض وضخ مياه الآسن من الموقع. تم الانتهاء من بناء الأجنحة الثلاثة في غضون عامين. يوجد 50 كم من السلالم، 26000 متر مربع من الخرسانة المسلحة وحوالي 3000 طن من الفولاذ.
وافتتح الملعب يوم الأربعاء 26 مايو وسط حشد قرابة 70 ألف متفرج. وشهدوا تسليم علم الأرجنتين، واحد من النادي، دفع ثمنه مجموعة من المنتسبين، ثم غنوا النشيد الوطني وترنم ريفر بليت.
في اليوم التالي، حضر ما يقرب من 68000 متفرج. بعد العديد من الأنشطة، اختتمت الأمسية بمباراة بين ريفر بليت وفريق أوروجواي بينارول، بفوز الفريق المضيف بنتيجة 3-1. في موسم 2016-2017 بالدوري، تعادل ريفر بليت بمتوسط 37 ألف مشاركة، وهو ثاني أعلى معدل في الدوري.

## أحداث بارزة
عندما تم تصميم المشروع الضخم في الأصل، كان يتألف من أربعة منصات ذات طابقين. نظرًا لأن القرض المصرفي لم يكن كافيًا لتنفيذ المشروع بأكمله، فقد تم ترك الملعب بشكل حدوة حصان. تم وضع حدوة الحصان جزئيًا في عام 1958، تحت رئاسة إنريكي باردو للنادي. تم تمويل البناء الجديد، وهو أول جناح في كولونيا، من عائدات بقيمة 10 ملايين دولار من تحويل عمر سيفوري إلى يوفنتوس الإيطالي. مع البناء الجديد، وصلت سعة الملعب إلى 90.000.

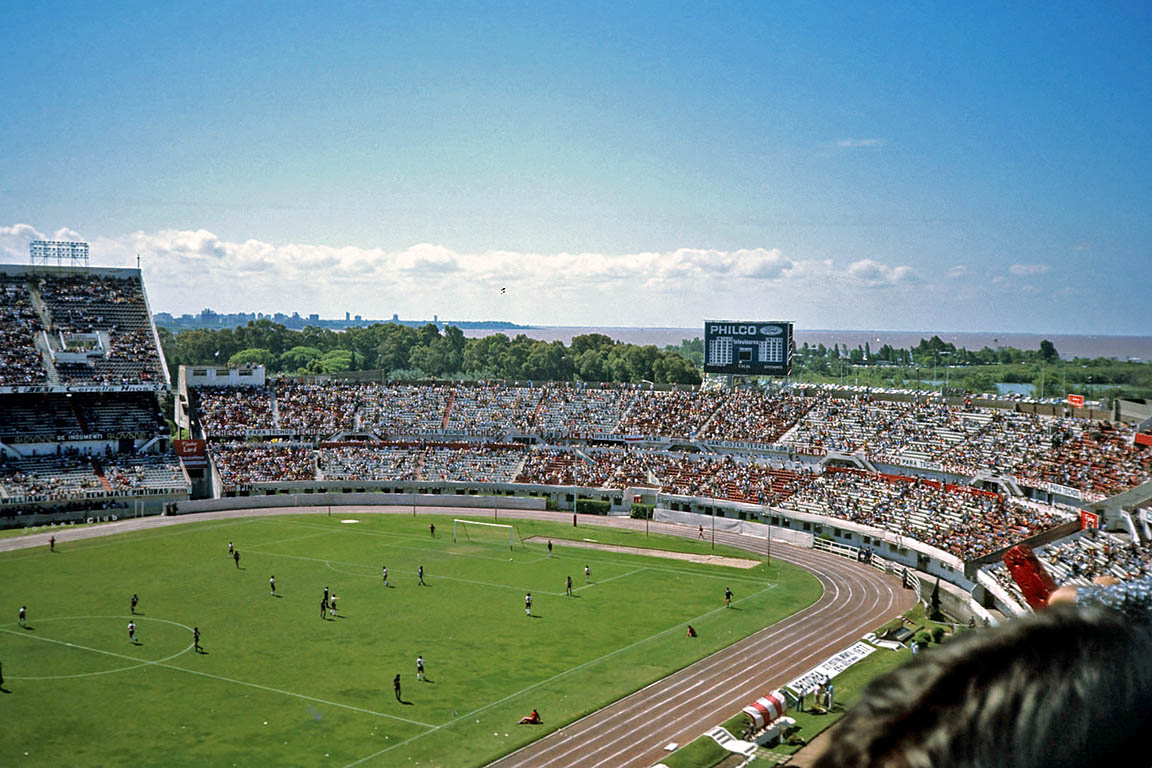
منظر للملعب قبل إعادة تصميم نهائيات كأس العالم 1978. بحلول ذلك الوقت، تم بناء طبقة واحدة فقط من جناح سيفوري

تم إعادة تصميم الملعب واستكماله أخيرًا ليتوافق مع المشروع الأصلي بعد أن مُنحت الأرجنتين حق استضافة كأس العالم 1978. تم إقراض ريفر بليت الأموال من قبل الحكومة العسكرية المسؤولة عن البلاد في ذلك الوقت لكنهم كافحوا لسداد المدفوعات بسبب تغيرات العملة، والتي كان لها تأثير ضار على الفريق. كان Monumental المقر الرئيسي لكأس العالم 1978. تم افتتاح الملعب في 1 يونيو للمباراة بين ألمانيا الغربية وبولندا. استضافوا سبع مباريات أخرى، بما في ذلك المباراة النهائية بين الأرجنتين وهولندا.
حقق سان لورينزو الرقم القياسي لأكبر عدد من الأشخاص الذين حضروا مباراة لفريق زائر في عام 1982. في مباراتهم في الدرجة الثانية ضد تيغري، أحضر سان لورينزو (التي لم يكن بها ملعب في ذلك الوقت) أكثر من 70 ألف متفرج إلى ملعب ريفر. في عام 1975 عندما لعب ريفر ريسنج للحصول على اللقب (بعد 18 عامًا من الجفاف) كان هناك 100000 شخص. في نهاية نهائيات كأس ليبرتادوريس 1986 و1996 (كلاهما ضد أمريكا دي كالي)، تمت إضافة المزيد من المقاعد وحضر ما يقرب من 86000 متفرج. تشير التقديرات إلى أن نصف نهائي الأرجنتين مقابل أوروجواي 1987 قد حضر أكثر من 87000 متفرج. في عام 1993، في مباراة تأهيلية كأس العالم 1994، خسرت الأرجنتين 5-0 أمام كولومبيا، وهي أكبر هزيمة لها على الإطلاق على أرضها. منذ ذلك الحين، لم تخسر الأرجنتين أي مباراة في تصفيات كأس العالم داخل هذا الملعب حتى فازت الإكوادور 2-0 في 8 أكتوبر 2015.
يبلغ إجمالي طول المقاعد في مدرجات الاستاد أكثر من 70 كيلومترًا.

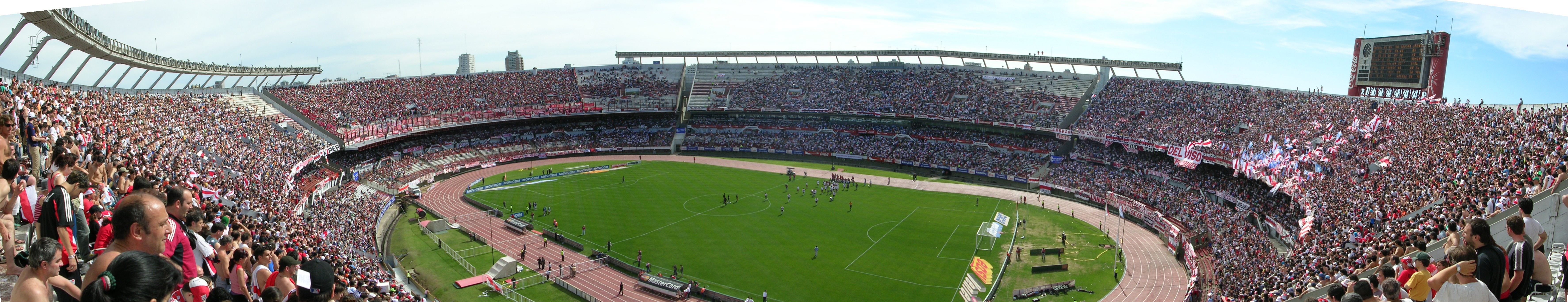
منظر بانورامي من داخل الملعب. لعب ريفر بليت دور إنديبندينتي في البطولة الافتتاحية 2004، الجولة 16. ريفر بليت فاز 3-0

## احداث رياضيه
وضخمة، بصرف النظر عن كونها أرض الوطن ريفر بليت، ويستوعب أيضا منتخب الأرجنتين لكرة القدم في مبارياته للمناسبات مثل تصفيات كأس العالم لكرة القدم.
كما استضاف فندق ضخمه الاحتفالات الختامية وأحداث ألعاب القوى في أول ألعاب عموم أمريكا في عام 1951. يستضيف الملعب أول مرحلة خاصة فائقة من رالي الأرجنتين لعام 2007 في بطولة العالم للراليات.
مباريات اتحاد الرجبي التي يشارك فيها فريق اتحاد الرجبي الوطني الأرجنتيني، البوماس، تقام أيضًا في بعض الأحيان في هذا المجال، على الرغم من أن بوماس يلعبون بشكل متكرر في الملاعب الأخرى.

### كرة القدم

#### كأس العالم 1978
استُخدم الملعب كمكان للمباريات التالية خلال المونديال:

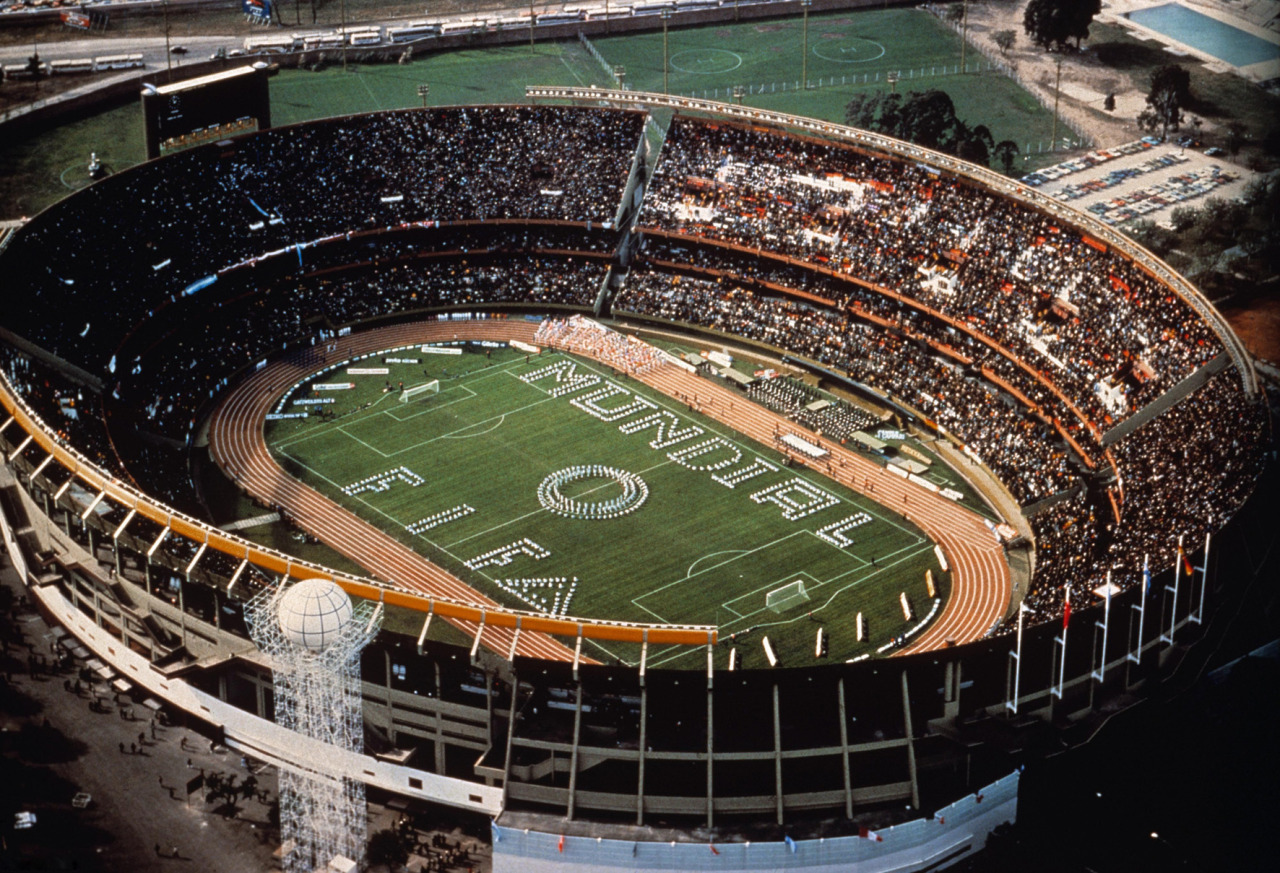
منظر للملعب أثناء افتتاح كأس العالم FIFA 1978

| تاريخ    |                      |   | فريق 1       | ضد. | فريق 2    |
| -------- | -------------------- | - | ------------ | --- | --------- |
| 1 يونيو  | 1                    | 2 | West Germany | 0–0 | بولندا    |
| 2 يونيو  | 1                    | 1 | الأرجنتين    | 2-1 | المجر     |
| 6 يونيو  | 1                    | 1 | الأرجنتين    | 2-1 | فرنسا     |
| 10 يونيو | 1                    | 1 | إيطاليا      | 1–0 | الأرجنتين |
| 14 يونيو | 2                    | أ | West Germany | 0–0 | إيطاليا   |
| 18 يونيو | 2                    | أ | إيطاليا      | 1–0 | النمسا    |
| 21 يونيو | 2                    | أ | هولندا       | 2-1 | إيطاليا   |
| 24 يونيو | مباراة المركز الثالث |   | البرازيل     | 2-1 | إيطاليا   |
| يونيو 25 | أخير                 |   | الأرجنتين    |     | هولندا    |

#### مباريات دولية ودية
| تاريخ          | محلي      |     | يزور             |
| -------------- | --------- | --- | ---------------- |
| 14 مايو 1953   | الأرجنتين | 3-1 | إنجلترا          |
| 5 يوليو 1953   | الأرجنتين | 1–0 | إسبانيا          |
| 24 يونيو 1956  | الأرجنتين | 1–0 | إيطاليا          |
| 24 يوليو 1960  | الأرجنتين | 2-0 | إسبانيا          |
| 18 نوفمبر 1961 | الأرجنتين | 1-2 | الاتحاد السوفيتي |
| 28 مارس 1962   | الأرجنتين | 1–0 | المكسيك          |
| 1 ديسمبر 1965  | الأرجنتين | 1–1 | الاتحاد السوفيتي |
| 28 نوفمبر 1976 | الأرجنتين | 0–0 | الاتحاد السوفيتي |
| 25 أبريل 1979  | الأرجنتين | 2-1 | بلغاريا          |
| 9 أكتوبر 1980  | الأرجنتين | 2-0 | بلغاريا          |
| 12 أكتوبر 1980 | الأرجنتين | 2-1 | بولندا           |
| 28 أكتوبر 1981 | الأرجنتين | 1-2 | بولندا           |
| 11 نوفمبر 1981 | الأرجنتين | 1–1 | تشيكوسلوفاكيا    |
| 24 مارس 1982   | الأرجنتين | 1–1 | ألمانيا          |
| 14 أبريل 1982  | الأرجنتين | 1–1 | الاتحاد السوفيتي |
| 2 أغسطس 1984   | الأرجنتين | 0–0 | الأوروغواي       |
| 9 مايو 1985    | الأرجنتين | 1–1 | باراغواي         |
| 14 مايو 1985   | الأرجنتين | 2-0 | تشيلي            |
| 20 يونيو 1987  | الأرجنتين | 0-1 | باراغواي         |
| 18 يونيو 1992  | الأرجنتين | 1–0 | أستراليا         |
| 27 ديسمبر 1994 | الأرجنتين | 1–0 | يوغوسلافيا       |
| 8 نوفمبر 1995  | الأرجنتين | 0-1 | البرازيل         |
| 25 مايو 1998   | الأرجنتين | 2-0 | جنوب إفريقيا     |
| 4 سبتمبر 1999  | الأرجنتين | 2-0 | البرازيل         |
| 24 مايو 2010   | الأرجنتين | 5–0 | كندا             |
| 7 سبتمبر 2010  | الأرجنتين | 4-1 | إسبانيا          |
| 20 يونيو 2011  | الأرجنتين | 4-0 | ألبانيا          |
| 4 يونيو 2014   | الأرجنتين | 3–0 | ترينيداد وتوباغو |

## حفلات
عندما يزور فنان أو فرقة موسيقية دولية بوينس آيرس، عادة ما تقام الحفلات الموسيقية في هذا الملعب، لأنه الأكبر في المدينة وفي الأرجنتين.
في ديسمبر 1987، أدى القائد السابق للشرطة، ستينج، عرضًا في ريفر بليت، وكان أول ظهور له في الأرجنتين كعازف منفرد. كان أول فنان يغني بتذاكر نفدت في ذلك المكان.
استضاف الملعب آخر حدث لمنظمة العفو الدولية بعنوان «حقوق الإنسان الآن»! حفل بنفت يوم 15 أكتوبر 1988. احتل العرض بروس سبرينغستين وفرقة إي ستريت باند، وشارك فيه أيضًا ستينغ، وبيتر غابرييل، وتريسي تشابمان، ويوسو ندور، وليون جيكو، وشارلي غارسيا، وحضر الحفل 75000 شخص.
ديفيد بوي 'ق الصوت + الرؤية في 29 سبتمبر 1990. باع أكثر من 81900 تذكرة من عرض واحد فقط.
في أكتوبر 1990، لعب إريك كلابتون حفلة موسيقية خلال جولته العالمية في مياوم أمام حشد من 70.000 شخص تم بيعه بالكامل.
أداء INXS في الملعب في 22 يناير 1991 خلال جولة الميزة الفارقة العالمية.
قدم برنس عرضًا في الملعب في يناير 1991 كجزء من مهرجان موسيقى الروك والبوب. ضم المهرجان المطربين روبرت بلانت وجو كوكر وبيلي أيدول وغيرهم.
أجرى إلتون جون أداؤه في الملعب يومي 21 و 22 نوفمبر 1992 خلال الجولة الواحدة. كان هذا أول أداء له في الأرجنتين.
قدم بول سايمون عرضًا في الملعب في ديسمبر 1992 في مهرجان ديربي. تضمن المهرجان الفرق التالية الطائفة وجون كاي (كاتب)

أكسل روز خلال إحدى الحفلين الموسيقيين اللذين أحياهما Guns N 'Roses في ريفر بليت، ديسمبر 1992

قدمت غنز آن روزز عرضًا لأول مرة في الملعب مع حفلتين موسيقيتين في 5-6 ديسمبر 1992، كجزء من جولة استخدام الوهم الخاص بك. بعد أكثر من نصف عام في 16-17 يوليو 1993، لعبت الفرقة حفلتين موسيقيتين إضافيتين كعروض نهائية من نفس الجولة، مما يمثل آخر عروضهم مع معظم تشكيلتهم الأصلية لأكثر من عقدين. بعد ثلاثة وعشرين عامًا، اجتمعت المجموعة مع الأعضاء الكلاسيكيين سلاش وداف ماكاغان، حيث لعبوا عرضين في 4-5 نوفمبر 2016، كجزء من ليس في هذه الحياة... رحلة.
في عام 1993، أجرى النجم الأمريكي مايكل جاكسون ثلاث حفلات موسيقية بيعت كلها كجزء من جولته العالمية الخطرة في الملعب، في 8 و 10 و 12 أكتوبر، لجمهور إجمالي بلغ 225000 معجب (75000 شخص لكل عرض). تم تسجيل الحفلة الموسيقية الأخيرة لفيلم وثائقي، ولكن تم إلغاؤها لاحقًا من قبل مايكل جاكسون بسبب عدم رضاه عن الأداء. ومع ذلك، تسربت هذه الحفلة الموسيقية على الإنترنت. (يعيش في بوينس آيرس: جولة خطيرة)
لعب بول مكارتني ثلاث حفلات موسيقية في الملعب في ديسمبر 1993 خلال جولة العالم الجديد، لأول مرة في البلاد. بعد سبعة عشر عامًا، عاد إلى الأرجنتين لتقديم حفلتين لحشد من 82000 شخص، كجزء من جولته جولة صعودا والقادمة في نوفمبر 2010.
قدم فيل كولينز أداؤه في الملعب في 23 و 24 أبريل 1995 خلال كلا الجانبين من جولة حول العالم. أجرى فريق رولينج ستونز خمس حفلات موسيقية بيعت كلها في الملعب خلال جولة صالة الفودو في عام 1995. قدمت الفرقة البريطانية خمس مرات مرة أخرى في عام 1998 لجولة دجس إلى بابل، ومرتين أخريين في عام 2006 خلال جولة انفجار أكبر. تم إصدار هذه الحفلات الموسيقية الأخيرة كجزء من الحفل الموسيقي المكون من أربعة أقراص DVD أكبر ضجة في عام 2007.
لعبت فرقة الروك المنوية الشرير رامونز عرضهم الأخير في أمريكا الجنوبية في 16 مارس 1996.
باع لويس ميغيل أيضًا حفلتين موسيقيتين متتاليتين في عام 1996 لأكثر من 120.000 ألف شخص لمدة ليلتين في نوفمبر 1996، لويس ميغيل هو الفنان اللاتيني الوحيد الذي حطم سجلات المساعدة في الأرجنتين. قام باك ستريت بويز بأداء في الملعب في 28 أبريل 2001 خلال جولة بلاك آند بلو.
في 6 أكتوبر 2001، أدى إيريك كلابتون عرضه في الملعب خلال جولته العالمية للزواحف، حيث باع ما مجموعه 35000 تذكرة.
لعبت ريد هوت تشيلي بيبرز حفلة موسيقية في الملعب في 16 أكتوبر 2002 خلال جولة ريد هوت تشيلي بيبرز. لاحقًا، عزفوا حفلة موسيقية أخرى في 18 سبتمبر 2011 خلال جولة أنا معك جولة حول العالم. في عام 1998، أحضرت فرقة الروك الأيرلندية يو تو جولة بوب مارت الخاصة بهم إلى أمريكا الجنوبية وقدمت عرض «أمهات المختفين» مع أمهات بلازا دي مايو، أمهات الأطفال الذين اختفوا في ظل الديكتاتوريين الأرجنتيني والتشيلي، على المسرح. عادت الفرقة مرة أخرى لجولتها دوار في عام 2006 لتصوير ما سيصبح U23D، أول فيلم رقمي ثلاثي الأبعاد.
قدمت مادونا حفلتين موسيقيتين في أكتوبر 1993 خلال عرض جرلي  وأربعة أخرى في ديسمبر 2008، خلال جولة جولة لزجة وحلوة؛ تم تصوير اثنتين من هذه الحفلات الموسيقية وتم إصدارهما لاحقًا على قرص مضغوط قرص DVD بعنوان جولة لزجة وحلوة. إنها تحمل الرقم القياسي لأسرع عملية بيع لحفل موسيقي في الملعب لعرضها الأول، حيث بيعت أكثر من 263 ألف تذكرة في ثلاث ساعات. كما غنت في الملعب يومي 13 و 15 ديسمبر 2012 كجزء من جولة MDNA.
في عام 2003، لعبت مغنية البوب العالمية شاكيرا حفلاً موسيقيًا نفد بالكامل خلال جولتها في النمس، كونها أول فنانة لاتينية ووحيدة تبيع ملعب ريفر بليت. قدم روبي ويليامز عرضًا في الملعب في 14 و 15 أكتوبر خلال جولة لقاءات قريبة 2006. في 15-16 مايو 2007، قامت هاي سكول ميوزيكال بأداء أغانيها من هاي سكول ميوزيكال ذا تور بعنوان هاي سكول ميوزيكال الحفلة الموسيقية

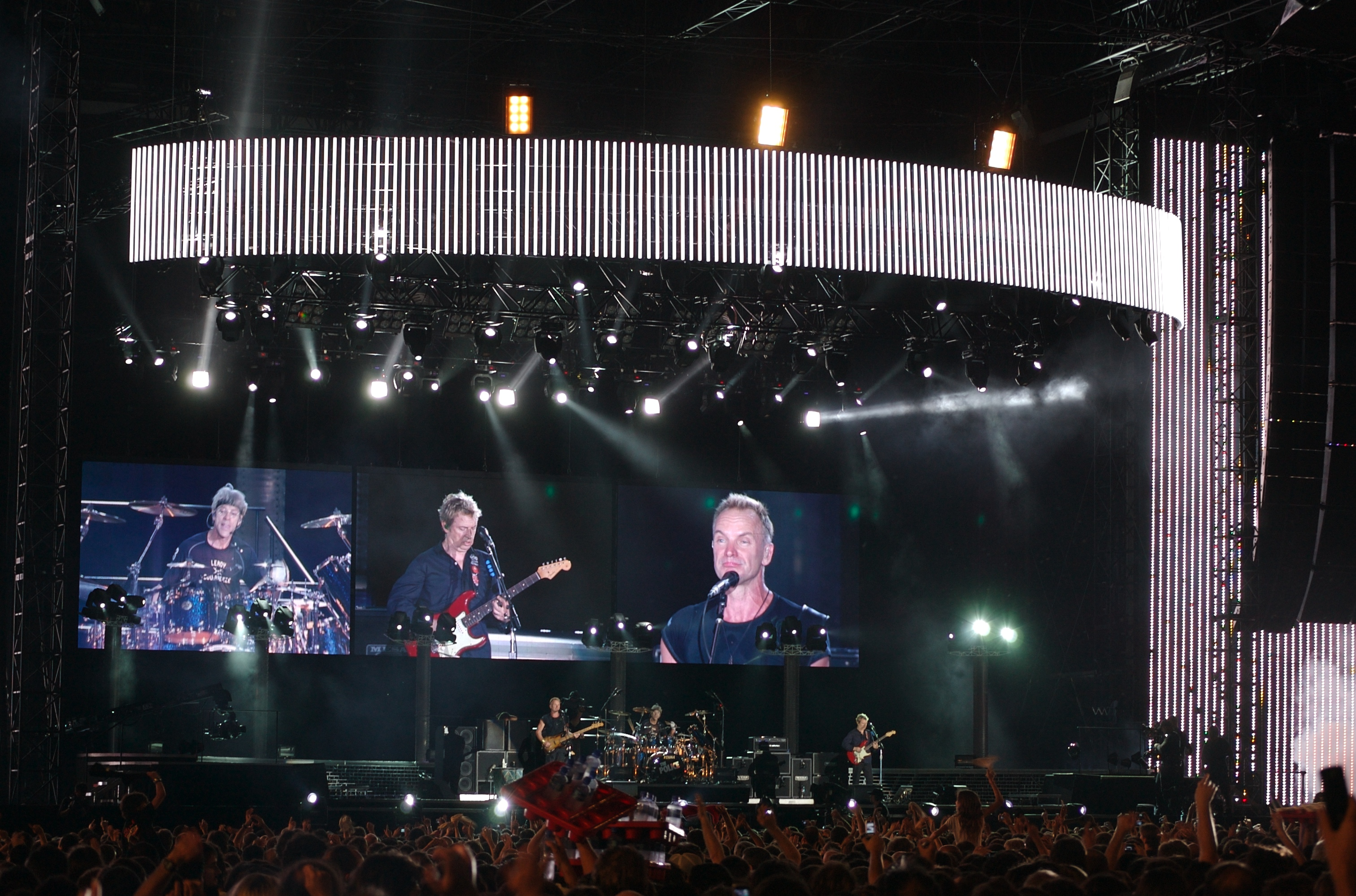
الشرطة في عام 2007، خلال جولة لم الشمل

قدم إيروسميث عرضًا في الملعب عام 2007 في عرض كويلمز روك. كان الحضور أكثر من 70.000 متفرج. تضمن المهرجان الفرق التالية: كين، إيفانيسنس، فيلفيت ريفولفر، باد ريجين، ذا سايكديليك فور. قدمت الشرطة عرضًا في ملعب ضخم في 1 و 2 ديسمبر 2007 خلال جولة لم الشمل. في عام 2008، أصدرت الفرقة شهادة CD DVD الحية التي تم تسجيلها خلال هذه الحفلات الموسيقية.
في عام 2009، قدمت فرقة أويسس البريطانية واحدة من أكبر الحفلات الموسيقية في تاريخهم. شارك نويل غالاغر والجمهور الأرجنتيني لحظة عاطفية من خلال لعب «لا تنظر للوراء في غضب».

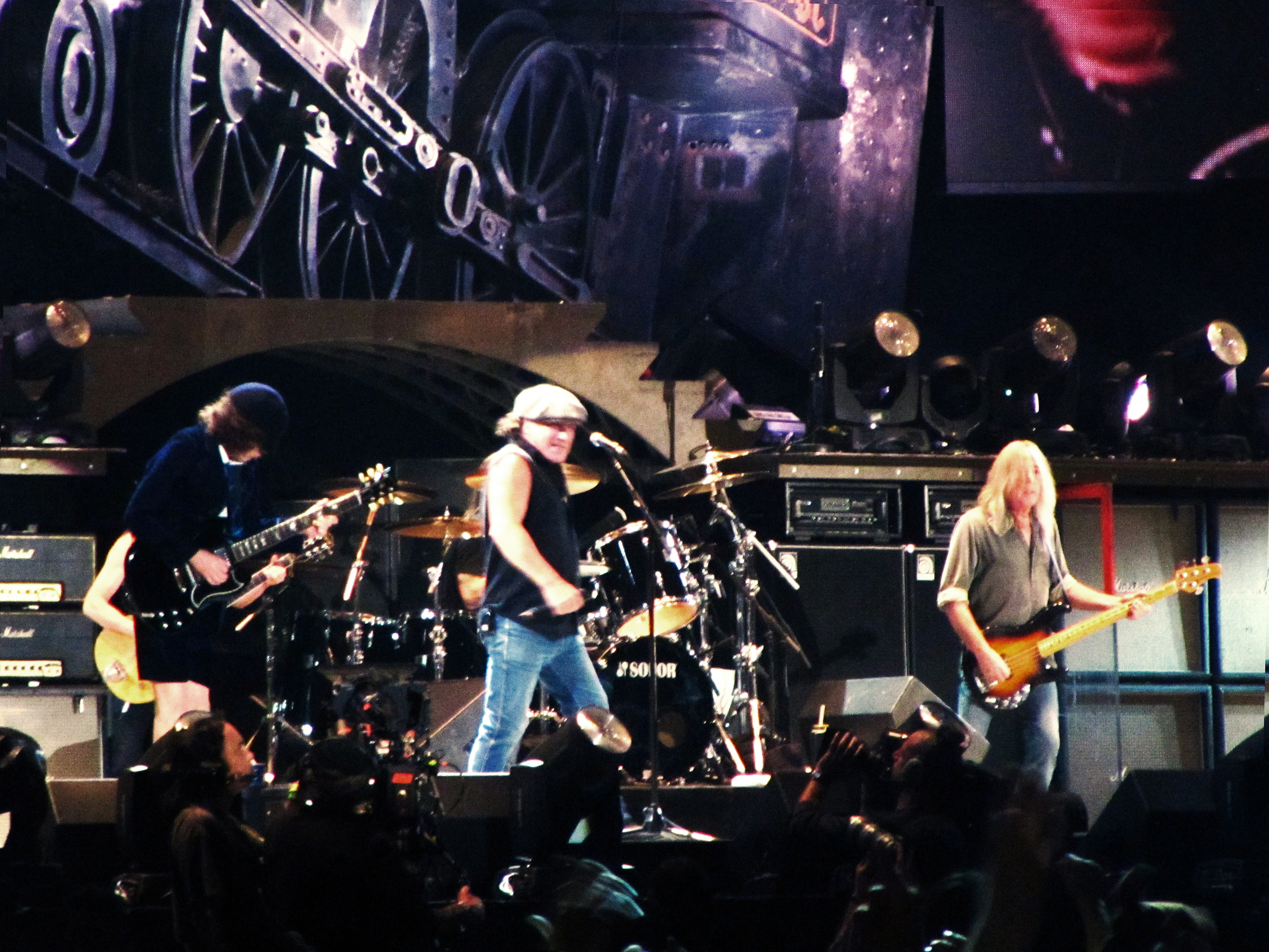
AC DC في عام 2009، خلال جولة Black Ice World

قامت أيه سي/دي سي بأداء ثلاثة عروض بيعت بالكامل في ديسمبر 2009، خلال جولة عالم الجليد الأسود. تم تصوير هذه العروض وإصدارها على DVD وبلو راي لايف في ريفر بليت، في مايو 2011. في نوفمبر 2012، أصدروا ألبومًا مباشرًا للثاني من العروض الثلاثة، والذي حدث في 4 ديسمبر.
لعب بون جوفي، عازف الروك الأسطوري من نيوجيرسي، الملعب عدة مرات، كان آخرها في عام 2010 كجزء من جولة الدائرة. قدمت فرقة كولدبلاي في الملعب يوم 26 فبراير 2010 خلال جولة فيفا لا فيدا. في مايو 2011، أحضرت ملكة المراهقة، مايلي سايروس، جولتها في الغجر القلب جولة التي بيعت في غضون أسبوع، وملأت الاستاد بـ 65000 شخص، لتصبح ثالث فنانة تملأ الملعب بعد شاكيرا ومادونا.
أجرى روجر ووترز تسع حفلات موسيقية في الملعب في مارس 2012، قام خلالها هو وفرقته بأداء ذا وول بالكامل في جولتهم 2010-2012 الجدار لايف. لعبت قبلة في 3 سبتمبر 1994؛ 14 آذار مارس 1997؛ 10 نيسان أبريل 1999؛ 5 أبريل 2009 و 7 نوفمبر 2012. تم تسجيل الحفلة الموسيقية لعام 2009 وتم إصدارها في النهاية كقرص DVD مباشر بستة أغنيات مدرج في حزمة أقراص Sonic Boom الثلاثة. قدمت ليدي غاغا عرضًا نفد بالكامل هنا من أجل جولتها جولة حفلة هكذا ولدت في 16 نوفمبر 2012.
أقيم مهرجان وحوش الصخرة في الملعب في عامي 1994 و 1999 مع كيس (فرقة موسيقية) وبلاك سابث وسلاير وميتاليكا وسيبولتورا. قدم فريق ميتاليكا عرضًا مرة أخرى في الملعب عام 2010 في الجولة العالمية المغناطيسية.
قدم أيرون ميدن في المكان في 27 سبتمبر 2013 كجزء من جولة إنجلترا العالمية. قدم عازفو المعادن البريطانيون عرضًا لأكثر من 60 ألف شخص في عرض مدته 145 دقيقة.
قام الصودا ستيريو بأداء الحفلة الموسيقية النهائية في 20 سبتمبر 1997 أثناء جولة الوداع. تم تسجيل هذا الحفل وإصداره في جزأين، الحفل الأخير A B دي في دي. في وقت لاحق، قاموا بأداء سلسلة من ست حفلات موسيقية تاريخية تم بيعها بالكامل في الملعب في عام 2007 خلال جولة سترى لي مرة أخرى، التي تحمل الرقم القياسي لفرق أمريكا الجنوبية والإسبانية، مع الحفلات الموسيقية الأكثر مبيعًا في نفس الملعب. تم تسجيل إحدى الحفلات الموسيقية وأصبحت CD DVD جيرا لي سترى لك مرة أخرى

## خدمات

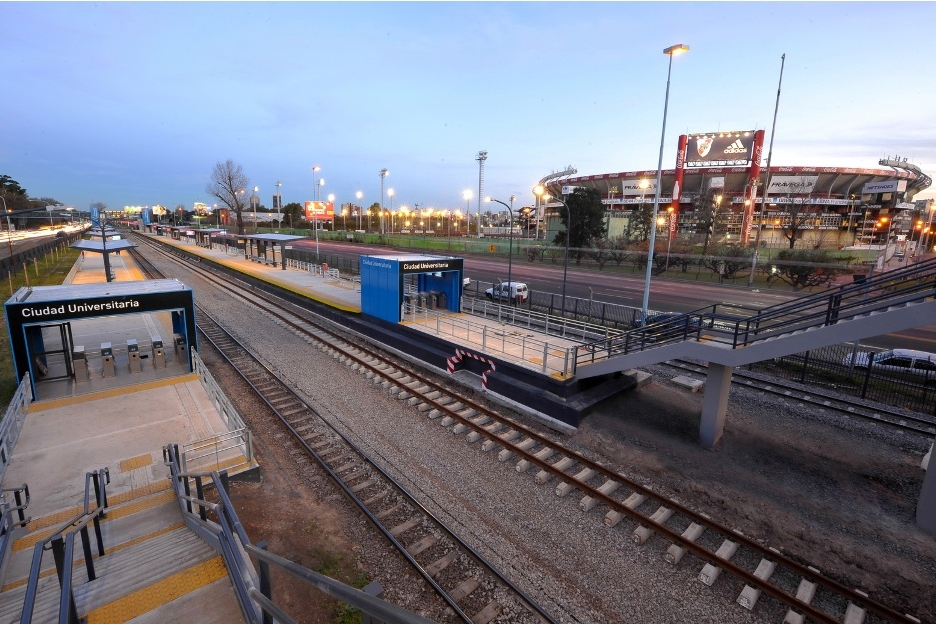
محطة المدينة الجامعية بجوار الملعب

يمكن أن يستوعب الملعب 74,624 شخصًا، بعد تجديده لاستضافة كأس العالم 1978. أقيمت المباراتان الافتتاحية والنهائية في ضخمه، التي كانت سعتها 76600 في ذلك الوقت لأن جميع المدرجات الشعبية كانت واقفة فقط.

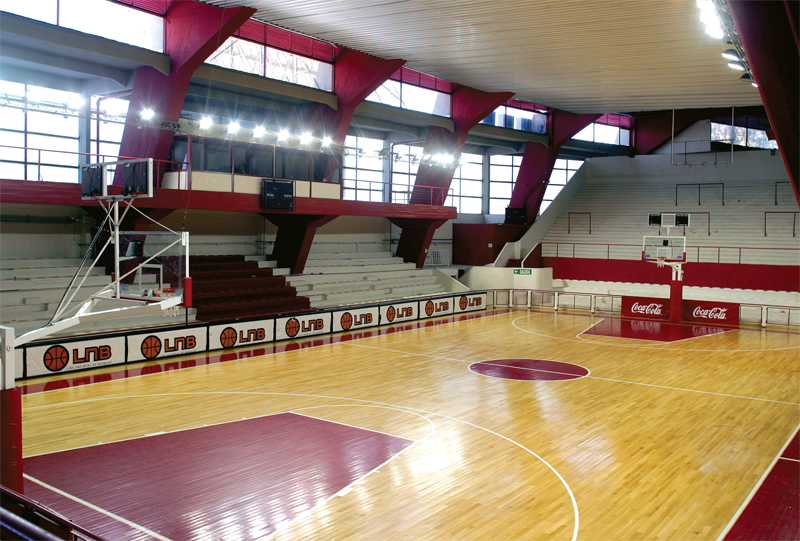
ميكرويستديو، ساحة داخلية تستضيف مباريات ريفر بليت لكرة السلة والكرة الطائرة.

يحتوي مجمع الاستاد أيضًا على مرافق للتنس وكرة السلة وأنشطة رياضية أخرى، فضلاً عن أماكن معيشة للاعبي كرة القدم الشباب وقاعة مسرح وموقف للسيارات ومتحف وما إلى ذلك. يمكن الوصول إليه عن طريق العديد من خطوط القطارات والحافلات حيث يقع على مسافة قريبة من مركز النقل بلغرانو كانيونز. على عكس معظم الملاعب الأخرى في منطقة بوينس آيرس، هناك ساحة انتظار سيارات كبيرة خارج الملعب.

### 2014 - 2016 تجديد
في السنوات الأخيرة، مع الإدارة الجديدة، خضع الاستاد لبرنامج تجديد شامل تراوح من لوجستيات الناس إلى عرض الاستاد.
- في نوفمبر 2014، تمت إزالة عرض الملعب وتركيب مصباح LED جديد بالألوان؛ يبلغ عرض هذا الملعب 19.45 مترًا وارتفاعه 716 مترًا، وهو ما يضاعف حجم الملعب القديم بمقدار ثلاثة أضعاف ويجعله أكبر ملعب في أمريكا الجنوبية.[15] في نفس الفترة، تم تركيب نادي بادوك جديد ومقاعد ضيافة على المستوى الميداني.
- في أغسطس 2015، تم افتتاح محطة المدينة الجامعية على خط بلغرانو نورث من أجل خدمة كل من الاستاد وحرم جامعة بوينس آيرس التابع لجامعة بوينس آيرس الواقع على الجانب الآخر من المسارات. يرتبط الاستاد بالمحطة بجسر ويربط الخط الملعب بكل من وسط بوينس آيرس من خلال محطة ريتيرو وكذلك بعض الضواحي الشمالية للمدينة.[16] تم إجراء تجديدات واسعة النطاق في الحمامات، وتم تركيب شاشات LED في الصناديق والأكشاك.
- في نوفمبر 2015، تم تجديد متحف ريفر بلايت بالكامل: تمت إضافة مناطق الجذب وبناء متجر ريفر بلايت، حيث تباع المنتجات المرخصة رسميًا.[17]
- في ديسمبر 2015، تم تركيب غلاف زجاجي مقسّى على الحلقات السفلية الخارجية من الملعب لخلق أجواء أفضل للمشاهدين.

لا تزال خطة التجديد جارية حيث يسعى النادي للحصول على تمويل لخطة تحسين كبيرة تشمل زيادة سعة الملعب إلى 80 ألف متفرج.

## معرض الصور

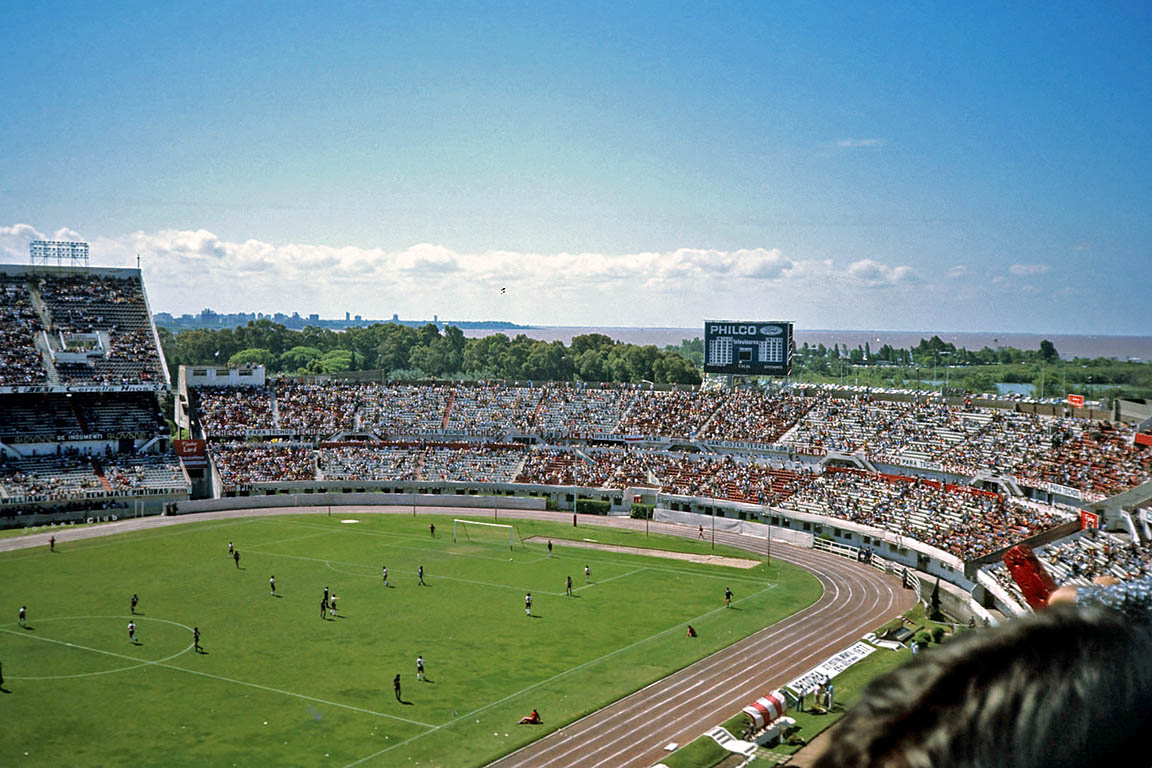
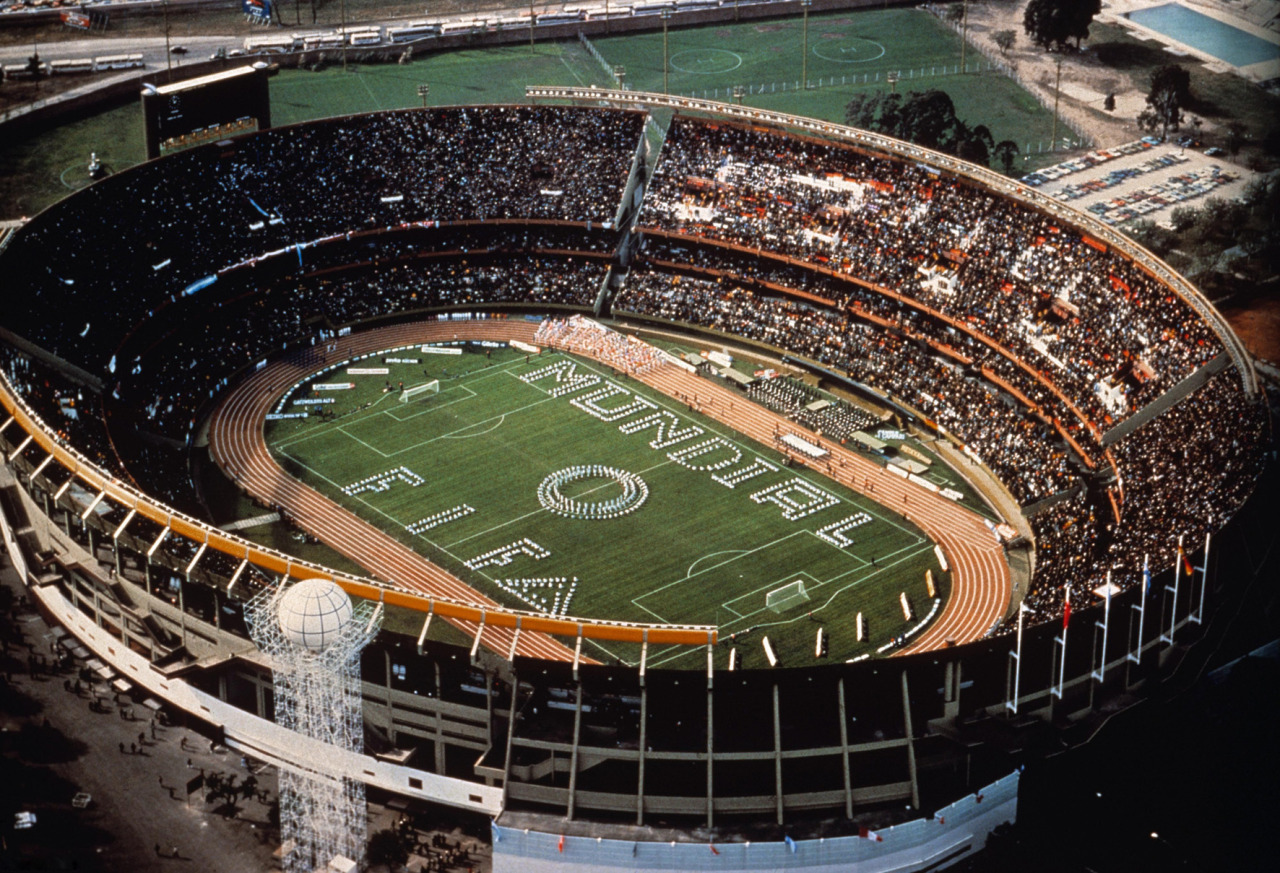
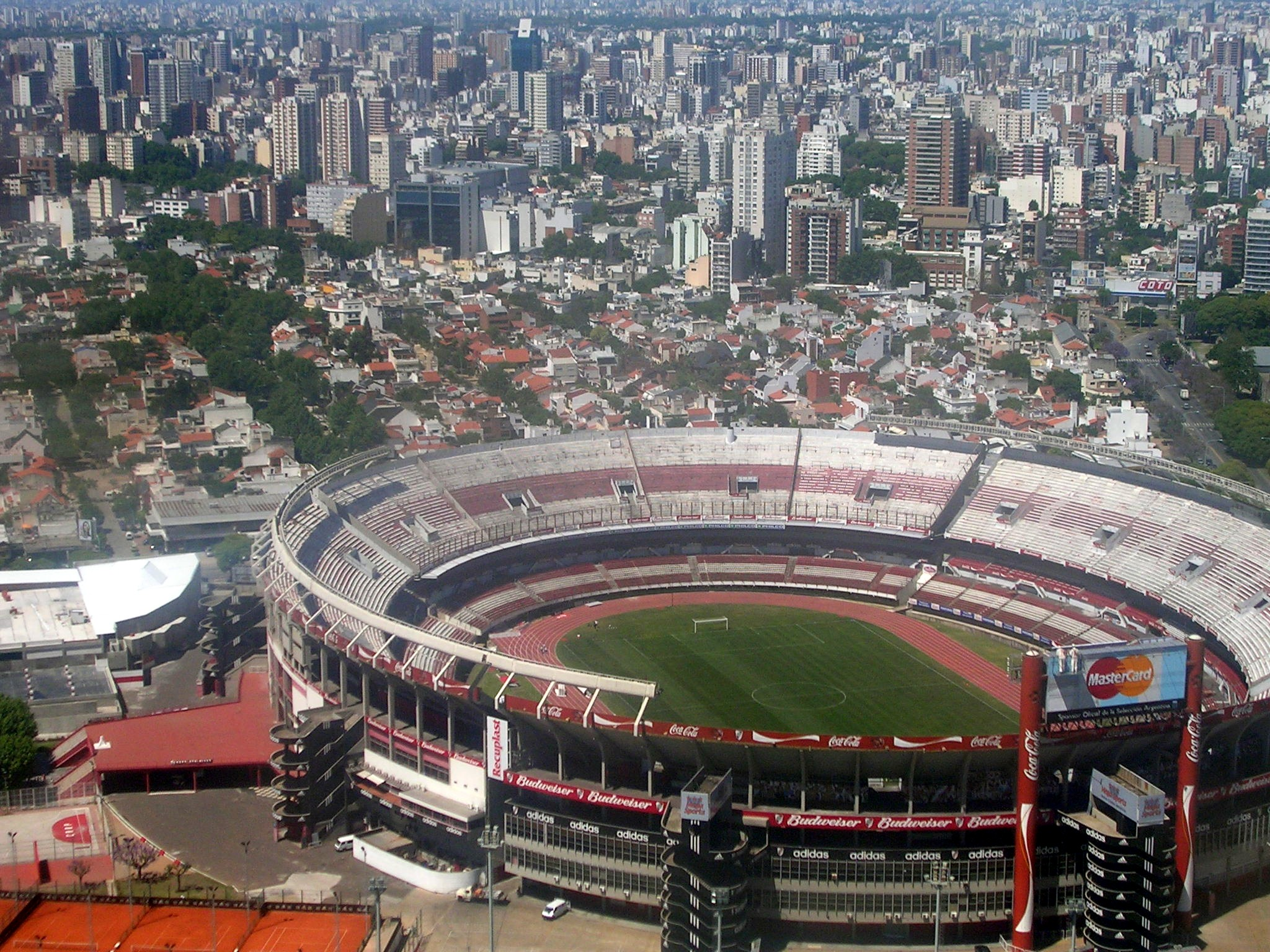
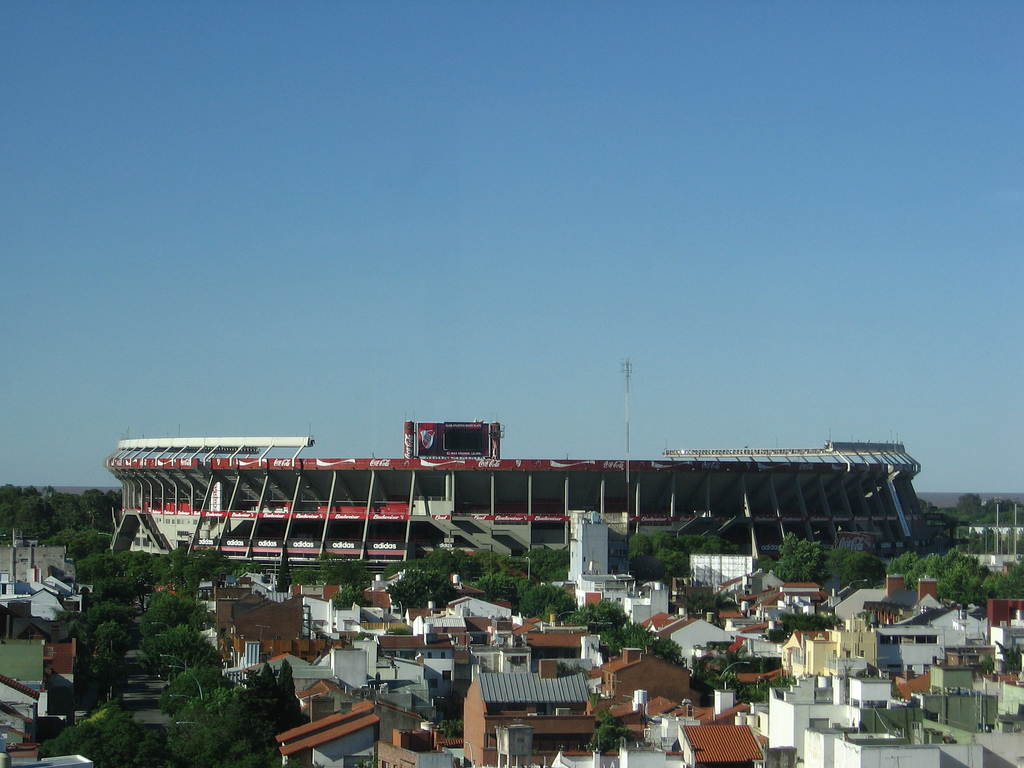

## روابط خارجية
- الموقع الرسمي
- صورة الملعب
- في عمق تاريخ «المونومينتال»
- تاريخ استاد «المونومينتال» (كتبها مشجعون)